# فيديريكو مونيوث
فيديريكو مونيوث (بالإسبانية: Federico Muñoz)‏ هو دراج كولومبي، ولد في 7 مايو 1963.

## وصلات خارجية
- فيديريكو مونيوث على موقع أرشيف الدراجات (الإنجليزية)
- فيديريكو مونيوث على موقع إحصائيات الدراجات الإحترافية (الإنجليزية)
- فيديريكو مونيوث على موقع CycleBase (الإنجليزية)